# Aeroportul Manston
Aeroportul Manston (IATA: MSE, ICAO: EGMH) este un aeroport din Manston⁠(d), Thanet, Kent⁠(d), Kent, South East England, Anglia, Regatul Unit ce deservește zona Manston Court And Wall Adjacent⁠(d). Aeroportul a fost tranzitat în 2015 de 0 pasageri. A fost deschis în 1989 și numit după Manston⁠(d).
Situat la o altitudine de 54 m, aeroportul dispune de o singură pistă.